# نوكيا 2170
نوكيا 2170 هو أحد أجهزة نوكيا، شركة الهواتف والتقنية النقالة. يأتي هذا الجهاز مع شاشة نوعها ذو لون واحد (مونوكروم). تم إصدار هذا الجهاز في 1998. أما بالنسبة لوضعية إنتاجه الحالية فلم يعد يتم إنتاجه. تقنيته/تردده هي سي دي إم أيه. جيل الجهاز هو DCT1. عامل الشكل (التصميم) للجهاز هو "قطعة حلوى.